# Commissariat de l'Armée de terre de Marseille
Le commissariat de l'Armée de terre (CAT) de Marseille était un service du commissariat de l'Armée de terre, stationné caserne Audéoud à Marseille et dont la compétence s'étendait sur trois régions, Provence-Alpes-Côte d'Azur, Languedoc-Roussillon et la Corse. Il a été créé en 1999, à la suite de la dissolution de la direction régionale du commissariat de l'Armée de terre (DIRCAT) de Marseille, puis a été lui-même dissous le 30 juin 2011.